# Isola Baillie-Hamilton
L'isola Baillie-Hamilton è un'isola appartenente all'arcipelago artico canadese.

## Geografia
L'isola è di forma rettangolare e comprende un'area di 290 km², con una lunghezza di 26 km per 12 km di larghezza.
Fa parte delle isole della Regina Elisabetta ed è circondata da isole più grandi: l'isola di Devon a nord e ad est, l'isola Cornwallis a sud e l'isola Bathurst ad ovest.